# NGC 4323
NGC 4323 (другие обозначения — MCG 3-32-16, ZWG 99.31, VCC 608, PGC 40171) — карликовая эллиптическая галактика в созвездии Волосы Вероники.
Является спутником M 100. Галактика имеет сильное различие оценок положения оси вращения, сделанных кинематически и фотометрически — они отличаются более чем на 40°. Это означает, что вращение галактики происходит необычным образом, что, скорее всего, является результатом взаимодействия с M 100, расстояние от которой до NGC 4323 составляет 29 кпк в проекции на небесную сферу. Учитывая «ящикообразную» форму NGC 4323, эта особенность также может объясняться тем, что галактика является результатом слияния карликовых дисковых галактик, которые столкнулись «ребром». В таком случае можно ожидать, что в центре галактики должно наблюдаться молодое звёздное население.
Этот объект входит в число перечисленных в оригинальной редакции «Нового общего каталога».